# ラストワンマイル (運輸)

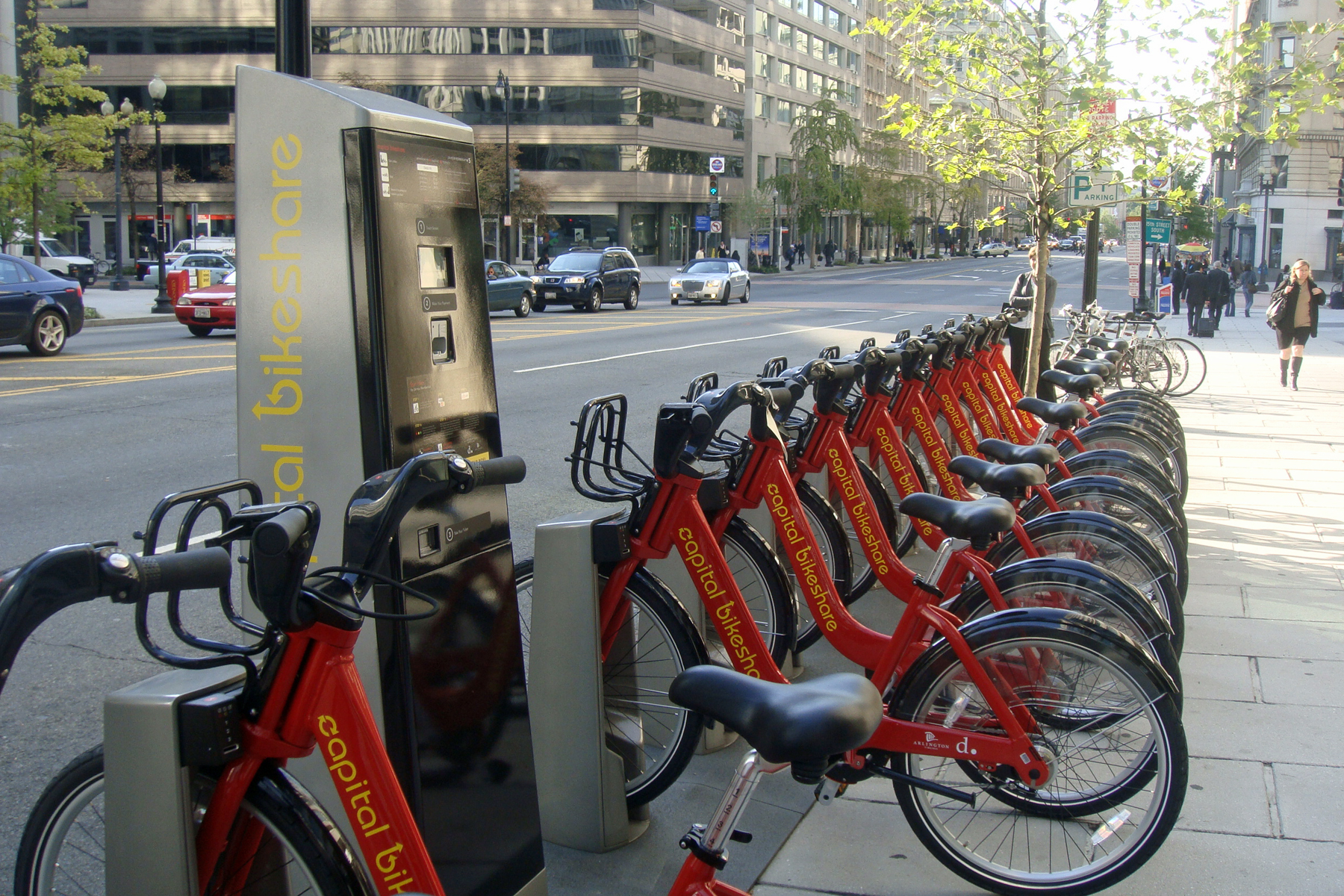
交通分野のラストワンマイル問題を緩和する方法として自転車シェアリングなどが挙げられる

ラストワンマイルとは、サプライチェーン・マネジメント及び交通計画において、交通結節点から最終目的地までの人や物の移動を表す用語である。
「ラストワンマイル」は、個々の家庭を主流の遠距離通信ネットワークへと接続する課題に直面した通信業界から取り入れた用語である。同様にサプライチェーン管理のラストワンマイルとは、人や荷物の輸送においてハブ（集積拠点・結節点）から最終目的地までの、課題の多い最終区間をいう。ラストワンマイルの配達は、企業と消費者間（B2C）の配達数が増加するにつれ、特に貨物輸送のEコマース企業や個人輸送のシェアライド企業によってますます研究されている分野である。ラストワンマイル配達の課題には、コストの最小化、透明性の確保、効率性の向上、インフラの改善などがある。

## 歴史
「ラストワンマイル」の用語はもともと、末端利用者の家庭や企業を主要な遠距離通信ネットワークに接続することの難しさを説明するのに通信業界で使われていた。ケーブルやワイヤの最後「1マイル」は、顧客1人だけに使用される。したがって、このインフラの導入および保守の費用は加入者1人だけで償却可能であることが求められる。
サプライチェーン管理におけるラストワンマイルは、人や荷物を輸送する際の同じ問題を指すものである。配送ネットワークにおいて、複数の小包は（一括して）船や電車ほかの手段を経由して効率的に中央ハブまで輸送可能だが、それらを個々の顧客に配達するには小型車両に積み込む必要がある。交通網における「ラストワンマイル」は、空港や鉄道駅などの交通結節点から人々を最終目的地まで連れて行くための限界費用の上昇を指す。

## 物流ネットワークにおけるラストワンマイル
貨物鉄道網やコンテナ船による輸送はしばしば最も効率的で費用対効果に優れた出荷方法である。しかし、容量の大きい貨物駅 または港に到着した物は、その後最終目的地に輸送しなければならない。サプライチェーンにおいてこの最終区間は効率性に劣ることが多く、物流にかかるコスト全体の28%までを占める。このことが「ラストワンマイル問題」として知られるようになった。 ラストワンマイル問題は都市部における配送の課題を含むことがある。中心業務地区の小売店、飲食店、及びその他の業者への配送はしばしば混雑や安全性の問題の原因となる。
関連するラストワンマイルの問題に人道支援が必要な地域への物資輸送がある。被災地域の輸送拠点まで救援物資が届いても、自然災害による損害あるいはインフラストラクチャーの欠如が原因で分配できないことがある。東日本大震災でも物流の停滞は問題となり、ヤマト運輸などがこの問題を解決している。
電子商取引（EC）が成長を続ける中、消費者の家や企業に至る輸送の最終区間はより挑戦的な問題となっている。多くの消費者は配達が一般的に行われる時間に留守であることが多いため、不在配達は UPS、FedEx、USPS、DHLなどの配送業者の間で大きな問題となっている。不在配達された小包を放置することは商品を風雨に晒され、無防備な顧客の玄関や入口付近から荷物を盗み出す（ポーチ・パイレーツ）など盗難のリスクに晒されることになる。世界的なEC需要の伸びに対し小口配送（宅配）のインフラ整備が追い付いておらず、日本でも少子高齢化による労働人口減、それ以前に改正された道路交通法における中型免許制度の新設による影響や、労働環境の悪さから7割の陸運企業で運転手が不足するなど、配送ドライバー不足は深刻となっており、2024年から時間外労働の上限が年間960時間に制限される働き方改革関連法が施行されることから運輸関係者から崩壊を危惧する声が挙がっているため、国土交通省では物流DX化への対応などを進めている。
アメリカではドローンを利用したドローン宅配便が発案され、中国では物流崩壊が起こったことでドローンのほかに無人搬送車（AGV）を使用した配送や倉庫の自動化、スマートロッカーの設置などが国策として開始されている。アマゾンやツァイニャオでは荷物を配達する手段として都市部などにスマートロッカーを設置しており、自動運転車による配送も一般的なオプションとなりつつある。中国やヨーロッパはこれを率先して行っており、ドイツ、英国、ポーランドがこれらのサービスの最初の市場となっている。
日本でも年間1.8億時間、人数にして9万人相当にあたる労働力が再配達に費やされており、配送時の不在（再配達問題）を解決する取り組みが各種行われている。近年ではAIと電力データを用いた在宅判定アルゴリズムを構築し、配送用アプリとして配達員に表示することで不在配送率を20%削減することに成功している。

## 交通網におけるラストワンマイル

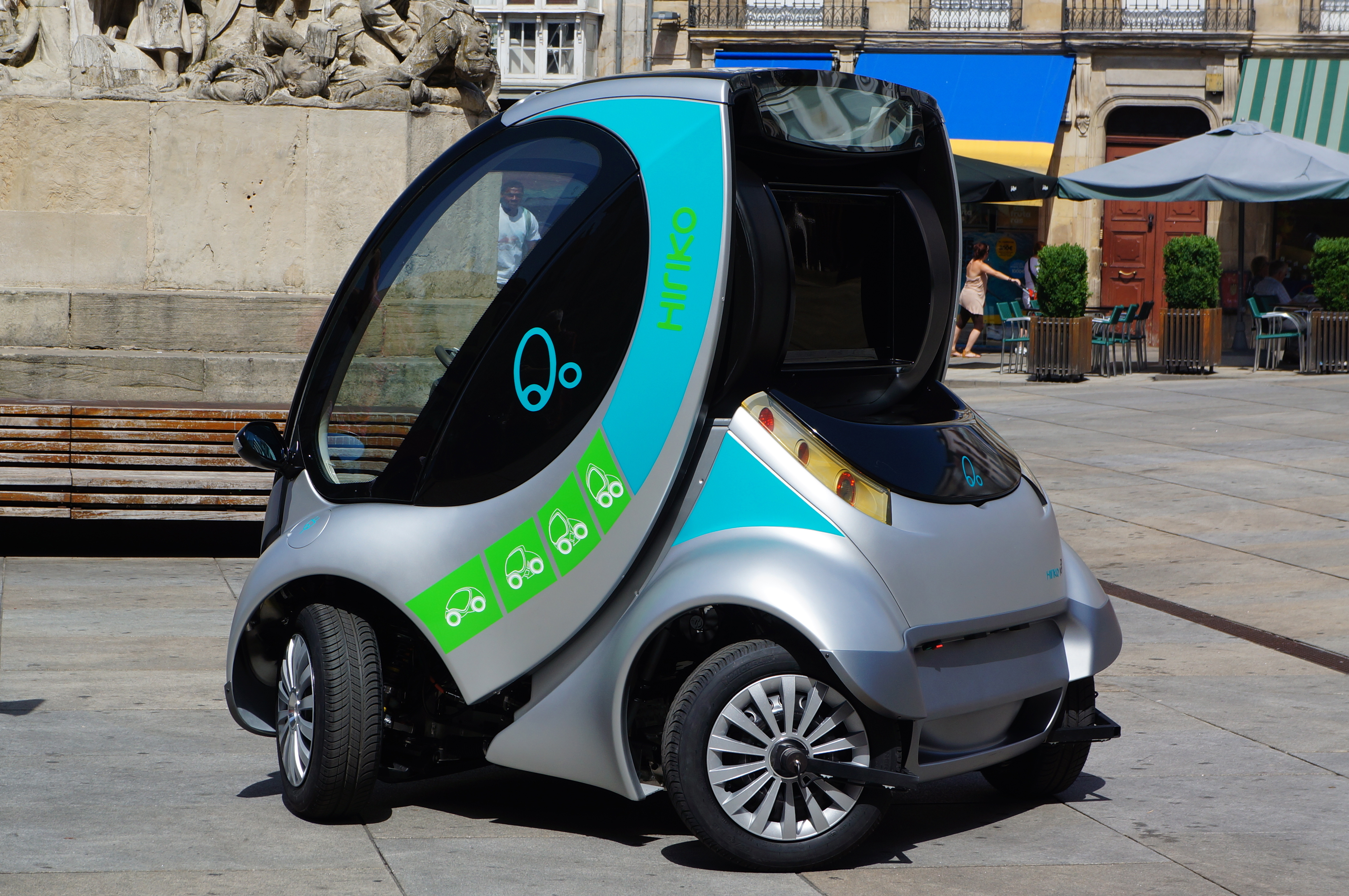
スペインの企業Hirikoが開発した折り畳み式の超小型モビリティ電気自動車。駅から目的地に移動する問題を解決するためドイツ鉄道の各駅に設置された

「ラストワンマイル」はまた、交通結節点、特に鉄道駅、バス停、船着き場から最終目的地への移動の困難を指す。出発地点から交通網への移動に困難がある場合、この状況は代わりに「ファーストワンマイル問題」と呼ぶことがある。これらの問題は、米国では職場や人が郊外、それもしばしば既存の公共交通機関まで歩いていける距離にない場所に移転するような土地利用形態である場所では特に深刻である。それ故、このような地域での輸送機関の利用は実用的でないことが多い。批評家はこのことがクルマ依存を進め、混雑、公害、スプロール現象を助長すると主張している。
公共交通におけるラストワンマイル問題の伝統的な解決法には、フィーダーバスの利用、自転車のためのインフラ、都市計画の修正が含まれる。ラストワンマイル問題を軽減する他の方法として自転車シェアリング、カーシェアリング、個人用高速輸送システム（Pod Car）、電動式ローラーシューズ（Motorized shoes） などが提案されているが、採用具合は様々である。2015年末、フォード・モーターが「乗り物としての利用に堪える自立安定一輪車」の特許を取得した。これはラストワンマイルの通勤ソリューションを意図したものである。自転車シェアリングはヨーロッパとアジアで広く成功を収めており、北米でも大規模に実施され始めている。2017年末からマイクロモビリティサービスとなる電動キックスクーター（Dockless）および電動アシスト自転車シェアリングが市場に参入し、人気とシェアを獲得している。

## ラストワンマイルの基盤テクノロジー
小売業者や製品メーカーに迅速な（当日や翌日の）配達をさせる需要も一端となり、それを技術的に可能にするラストワンマイルの基盤テクノロジーが登場している。ラストワンマイルの遂行を求める高い需要は、従来の荷物配達業から宅配便や請負業者を利用した「Uber配送」モデルを実施する即時サービス事業者に至るまでの、様々な種類の運送会社を管理するよう荷主に圧力をかけている。
配達の供給と荷主から生じた需要とを調整するマッチングは、ラストワンマイルの基盤テクノロジーの幾つかで取り組みがなされている課題である。これらの企業は、荷主と配送サービス事業者を繋ぐことで最終的な配達を容易にしている。これらラストワンマイルの基盤テクノロジーによって、荷主と受取人がリアルタイムのデータをやりとり可能になり、配達の遅れ、住所間違い、製品損傷といった異例な事案が発生した場合に管理者が直ちに対応できるようになっている。
Amazon社がラストワンマイルの物流能力を強化するにつれて、競合する小売業者は競争するためのラストワンマイル技術にこれまで以上に関心を寄せている。Amazonの脅威のため、大手輸送・物流会社の経営陣は代替戦略の模索を余儀なくされている。